# Skärritunturi
Skärritunturi är en kulle i Finland.   Den ligger i den ekonomiska regionen Norra Lappland och landskapet Lappland, i den norra delen av landet, 900 km norr om huvudstaden Helsingfors. Toppen på Skärritunturi är 382 meter över havet.
Terrängen runt Skärritunturi är platt, och sluttar österut.  Trakten runt Skärritunturi är nära nog obefolkad, med mindre än två invånare per kvadratkilometer. Det finns inga samhällen i närheten. Omgivningarna runt Skärritunturi är i huvudsak ett öppet busklandskap.